# Juliette Méaly
Ne doit pas être confondu avec Méaty Fleuron.
Julie dite Juliette Méaly, née le 1er octobre 1861 dans le 1er arrondissement de Lyon et morte le 9 janvier 1952 à Monaco, est une actrice et chanteuse d'opérette française. 
Elle a créé la chanson Frou-frou.

## Biographie

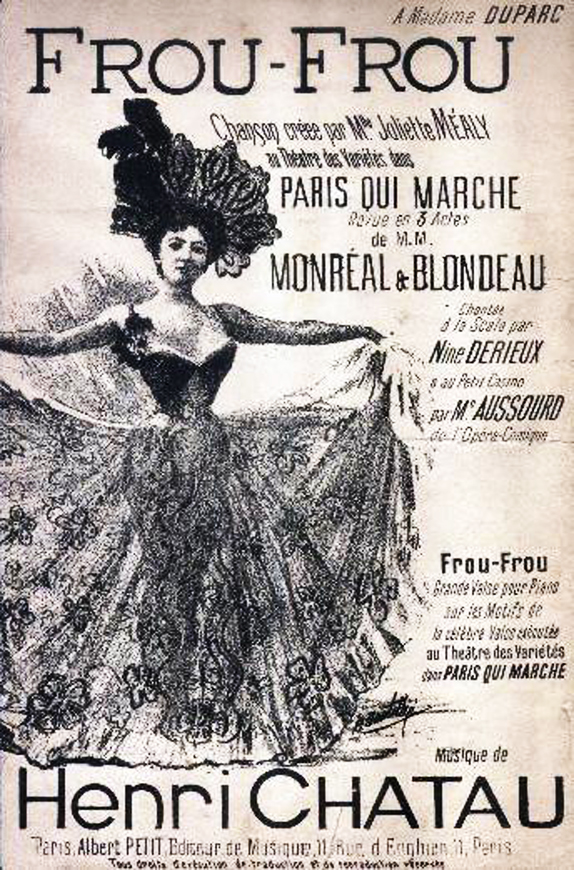

Julie Méaly a comme professeur de chant Mme Paravacini et fait ses débuts à l'Eldorado vers 1887. Elle poursuit sa carrière au Théâtre des Menus Plaisirs, où elle crée Le Coq, opérette en 3 actes de Paul Ferrier, musique de Victor Roger. Elle passe ensuite au Théâtre des Variétés dans La Vie parisienne.
En jouant, en 1894, dans Le Troisième Hussard elle rencontre Henry Samary, également interprète, avec qui elle se marie en septembre 1896 à Villiers-sur-Marne. Il meurt à Berlin le 3 février 1902 alors qu'il accompagne Juliette afin de préparer sa tournée.
Le 31 octobre 1897, elle passe aux Variétés dans Paris qui marche, revue d'Hector Monréal et Henri Blondeau, musique d’Henri Chatau, avec pour partenaire Germaine Gallois, Ève Lavallière, Amélie Diéterle, Rose Demay,  Émilienne d’Alençon et Suzanne Derval,,, et créé sur scène, la chanson Frou-frou qui devient un grand succès populaire. Le talent de Juliette Méaly est fréquemment remarqué par la presse de l'époque : « Cette reprise a servi de rentrée à Mlle Juliette Méaly, la divette aimée qui vient précisément d’interpréter de façon incomparable, à Monte-Carlo, ce rôle de Stella, qui convient merveilleusement à sa crânerie, à son talent et à sa jolie voix. Son succès fut des plus vifs ».

## Rôles, chants

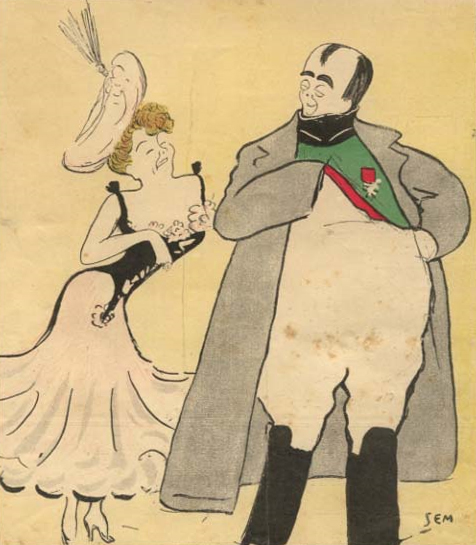
Caricatures de Juliette Méaly et Albert Brasseur par Sem, dans Le Cri de Paris, 1901.

- L'Œil crevé, opéra bouffe de Hervé, Paris, Folies-Dramatiques, 12 octobre 1867
- La Vie parisienne, opérette de Jacques Offenbach, 1866
- Le Talisman, opérette de Robert Planquette, Théâtre de la Gaîté, 20 janvier 1893
- Article de Paris, opérette, Paris, Théâtre des Menus Plaisirs, 17 mars 1892
- Le Cri de Paris, revue en 2 actes, Paris, Théâtre des Capucines, 4 novembre 1907
- Orphée aux Enfers, opéra bouffe de Jacques Offenbach, Théâtre de la Gaîté, le 7 février 1874
- Le Troisième Hussard, opéra-comique d'Antony Mars et Maurice Hennequin, musique de Justin Clérice, Théâtre de la Gaîté, 14 mars 1894
- Frou-frou, chanson d'Hector Monréal, musique d'Henri Chatau, théâtre des Variétés à Paris, le 31 octobre 1897.
- La Fille du tambour-major, opérette de Jacques Offenbach, reprise de 1907 au Théâtre de la Gaité.